# 遙かなるリング
『遥かなるリング』（かくとうしょうじょでんせつ・はるかなるりんぐ）は、中村慶吾の漫画作品。『ヤングマガジン増刊海賊版』に1992年から1995年まで連載された。タイトルには「格闘少女伝説」の冠言葉が付くこともある。
女子プロレスをテーマにした作品で、主人公が親の反対を押し切りプロレスラーになるが、苦しい日々を悩み苦しみながらも成長していく過程を描いている。スター選手同士の華々しい試合内容は少なく負け続けている新人の選手の現実や葛藤を描くという点でも珍しい作品となっている。女性レスラーの描写面では美人のキャラクターであっても、レスラーであるなら腕や首回りの筋肉を太く描くなどこだわりが見られ、この点だけでも他の女子プロレスマンガと一線を画している。
この作品を執筆するにあたり、作者は全日本女子プロレスへ取材を行っており、そのため、作中で、1992年当時の全女が元になっていると思われる情景がそこかしこに見られる。また、作者の中山はあとがきにおいて、全国興行の雰囲気を出せなかったこととミゼットプロレスを出すことができなかったことを後悔として挙げている。

## あらすじ
高峰ユウは幼い頃に見たリングの上で輝く女子プロレスラー達の姿に憧れ、親の反対を押し切りプロレスラーになるため、東京女子プロレスのオーディションを受け合格する。だが、それはレスラーになるための第一歩であった。決して特別に強い訳ではない新人レスラーのユウが、見習い、新人、ヒール、アイドル、そして先輩レスラーとして、さまざまなファイトスタイルを模索しながら成長していく物語である。

## 登場人物
高峰ユウ
本作品の主人公。女子プロレスに憧れ、親の反対を押し切り東京女子プロレスのオーディションを受けるが、格闘技の経験は全く無く、根性で合格する。入団後、ヒール軍団である「魔陣」に入りヒールとして活躍。帰国した先輩レスラーの内藤リリアに気に入られアイドル路線に一時転向するが、最終的に自分のファイトスタイルを模索していくようになる。単純な性格で、作中では様々な先輩から体当たりの指導を受ける。
安田洋子
ユウと同期に入団した女子レスラー。アマチュアレスリング出身の自信家で能力が高く同期で最初にデビューする。デビュー一年目でジュニア王者になり、その性格も影響して先輩や同期に敵が多い。ユウとはことあるごとに衝突し、喧嘩もするが、良きライバルでもある。派手な空中殺法を得意とし駆け引きも上手い。実力ゆえの油断で破れることがあり格下のマリアに破れたことで海外遠征に出る。リングネームと愛称は「ヨーコ」。
谷下桂子
ユウと同期に入団した女子レスラー。練習で、たびたび弱音を吐き、なかなか芽が出ずにいることで悩むがベビーフェイスとしてデビューする。後に母親の看病のために引退を決意。ユウを相手に引退試合を行う。愛称は「桂ちゃん」。
土岐早苗
ユウと同期に入団した女子レスラー。174cmの高身長で体格がよく早期にデビューする。キックなどの打撃技を得意とすることから、先輩の藤丸とタッグを組むようになる。男性問題で悩んでいたがユウに助けられる。
マリア・トーレス
メキシコ出身の新人レスラー。面倒見の良い性格。ヨーコとは頻繁にタッグを組むことから手の内を把握しており新人トーナメントでヨーコを倒す。英語とスペイン語に長け他の外国人との通訳も務める。実在の女子レスラーであるエステル・モレノが外見モデル。
ゼットン河内
先輩レスラー。ヒール軍団「魔陣」の中核で通称「火の玉ゼットン」。片目が隠れるほどの長髪で河内弁を喋る。入門テストの際にユウの希望で張り手を行い根性を試したのが縁で、後々まで面倒を見ることになる。後輩には口より先に手が出る性格だが面倒見は良い。
ナッズ三崎
先輩レスラー。ヒール軍団「魔陣」の中核で看板レスラー。ゼットン河内とは同期で、タッグを組み抑え役に廻ることも多い。美人だが試合中はペイントで顔を隠している。ユウに対しヒールレスラーの在り方を説く。
ブルーザー・マキ
元TWWF王者。巨漢で眉の無い先輩レスラー。現役最古参のレスラーでありフロントにも意見できるほど立場が強い。ヒール軍団「魔陣」のトップ。腰を痛めてから王座を転落するが現在でも看板レスラー。ユウを気に入り「魔陣」へ参加させる。流血ファイトを得意とする。愛称は「マキさん」。
亜森純
若手の先輩レスラー。ユウとの対戦でスリーパーホールドで勝利する。
市川晃子
若手の先輩レスラー。理詰めで動くタイプで崩れると歯止めが利かなくなる。ユウとの対戦で右目を負傷する。
笠原智子
若手の先輩レスラー。試合開始前のヨーコの奇襲で気絶。その代役でユウがデビューを飾ることになる。
モーリィ・マクスウェル
プラチナブロンドの外国人レスラー。来日して朝倉京乃に反則勝ち、ゼットン河内と引き分け、その実力を示す。ヨーコの提案でユウとヨーコの二人を相手にして戦う。
内藤リリアメキシコ帰りのアイドルレスラー。見た目とは裏腹に実力者で関節技を得意とする。ユウを気に入りアイドル路線で戦わせる。人生経験が豊富で懐が深い。気分屋で性格の読めないところがあるがユウに対しては、からかいながらも面倒を見ている。口調はやさしいが他の先輩同様に後輩には厳しい。
鈴村伊杏
先輩レスラー。看板レスラーの一人で龍見とタッグを組む。ユウとの対戦では難なくユウを下す。
朝倉京乃
先輩レスラー。愛称は「お京さん」。看板レスラーの一人で蹴り技を得意とする。ゼットン河内と共にキレやすい性格で、すぐに手が出る。膝に古傷がありそこを攻められると弱い。藤丸、土岐の師匠。
藤丸幸江
先輩レスラー。TWWFジュニア王者。小柄だが空手の経験者でもあり打撃技を得意とする。入門テストの際に安田洋子に指名され相手を務める。後に土岐を指導しタッグを組む。
龍美さやか
TWWFシングル・タッグ二冠王者。事務所のトップレスラーで人気実力共に最強。入門テストでユウに興味を示す。出番こそ少ないが貫禄があり仲裁役を兼ねることもある。